# Jeep Fun Race
Jeep Fun Race fue una competición para vehículos de motor, especialmente jeeps y camionetas, realizada en Chile, entre los años 1985 y 2002. Su primer organizador fue Canal 11, y luego fue emitido por otras señales televisivas. Las carreras comenzaron en la dunas de Reñaca, localidad de Viña del Mar, e incluían una etapa en el Complejo Deportivo San Carlos de Apoquindo, propiedad del Club Deportivo Universidad Católica. La trascendencia y popularidad de este evento deportivo propició que otras carreras se denominaran de igual manera, décadas más tarde.

## Historia
Los antecedentes de estas carreras se remontan a los campeonatos organizados en La Unión, ciudad de la Región de Los Ríos.
 En 1985, el antiguo Canal 11, actualmente llamado Chilevisión, planeaba la creación de una competición distinta a las habituales carreras de motos y autos, y transmitirla en su programa Deporte en Vivo. En colaboración con Enrique Cuadra, propietario de la productora "ProSport", y Rodrigo Irarrazaval, dueño de “Off Road Center”, idearon una carrera de jeeps y camionetas en las dunas de Reñaca Alto, en Viña del Mar. Tras diseñar el recorrido y efectuar otros preparativos, la primera fecha se llevó a cabo el 19 de enero de 1985. El público superó las 500 personas, cumpliendo con las expectativas de los organizadores y lo que llevó a que los organizadores a crear dos campeonatos más en el año: Uno otoño-invierno y uno de primavera.  
Paralelamente, la rama de automovilismo de Club Sokol Croata trabajaba en una carrera similar en el sur de Chile, específicamente en la ciudad de Punta Arenas. La primera fecha del Jeep Fun Race organizada por Sokol se corrió en forma posterior a la de Reñaca, el 23 de junio de 1985. En dicha oportunidad, asistieron alrededor de 700 personas, considerándose un éxito total en la prensa de la época. Como parte de la campaña solidaria, se realizaron pruebas de Jeep Fun Race en las ediciones 1991 y 1992 de la Teletón.
Entre los pilotos destacados que compitieron en estas carreras, se encuentran el chileno Jorge Latrach, que posteriormente fue parte del Rally Dakar, e Ignacio Casale, tres veces campeón de mencionado rally, junto a su padre Francisco. Además, formaron parte de las pruebas diversas personalidades del país como el animador Felipe Camiroaga, el actor Bastián Bodenhöfer, que además interpretó a un piloto de Jeep Fun Race en la teleserie Ámame, la conductora Ivette Vergara y la presentadora Angélica Castro.

## Sistema de Competencia
El sistema de competencia fue variando pasado los años. En el campeonato de verano y otoño-invierno de 1985, un vehículo recorría el circuito para después realizar las competencias en parejas, el piloto o pareja que completara el recorrido en el menor tiempo posible y sin cometer faltas, era el ganador. En caso de desempate, cuando habían pilotos o parejas que hicieran un menor tiempo en su recorrido, pero era castigada con al menos una falta, las faltas eran usadas en caso de desempate. 
Los castigos se acumulaban según la falta cometida y eran las siguientes: 
- Derribar banderas demarcatorias de la pista: 1 Falta (Se acumulaban las faltas según cuantas banderas fueron derribadas alrededor de la pista). 
- Quedar atascado en los pozos de barro, alfombra de neumáticos, trepadas de arena y salir después de dos intentos: 10 faltas.
- Ser rescatado por el compañero desde los obstáculos antes mencionados: 20 faltas
- Ser retirados por los vehículos de rescate: 60 faltas.
En 1986, las competencias fueron realizadas por tres vehículos (la mayoría de las veces de la misma marca y modelo) donde el piloto que el recorrido lo hiciese en el menor tiempo, era el ganador. En 1987, las competencias eran realizadas por cuatro vehículos y los doce mejores tiempos clasificaban a una semifinal en la que los cuatro mejores tiempos iban a una final todos contra todos, siendo el primero en llegar a la meta el ganador. En 1988 siguió con el mismo sistema de competencia, pero con los vehículos divididos por categoría. Desde 1989 a 2002, todos los vehículos participantes largaban a la vez (tipo Motocross), realizándose dos o tres mangas en el que el piloto que acumulaba más puntos en la fecha, era el ganador.

## Nuevas versiones
Con el paso de los años, el evento se popularizó y se llevaron a cabo carreras en diversas ciudades de Chile. En 2016 y 2017, el Jeep Fun Race se disputó en La Serena y Coquimbo. En 2020, hubo una edición en apoyo a la Teletón. Al año siguiente, se desarrolló una versión de la carrera en el Mirador de Pica, Tarapacá.
En 2023, se realizó una carrera de Jeep Fun Race en la Expo Loncoche, en la comuna homónima de la Provincia de Cautín, perteneciente a la Región de Araucanía, Chile. Al año siguiente, la localidad albergó una nueva versión.

## Categorías participantes
Todo Competidor: Participaban todos los inscritos en jeeps y camionetas con tracción en las cuatro ruedas no importando el modelo o la cilindrada. Bajo este formato se corrió en las temporadas 1985, 1986 y 1987.
Novatos: Categoría que agrupa a todos los debutantes. Corriendo en vehículos no importando el modelo o la cilindrada. Solo se disputó el año 1987.
Serie A: Categoría que agrupa a los vehículos con una cilindrada desde los 850 a 2.200 c.c. Se corrió tanto en 1988 como en 1989.
Serie B: Categoría que agrupa a los vehículos con una cilindrada desde los 4.000 a 7.500 c.c. Se corrió tanto en 1988 como en 1989.
4 Cilindros: Categoría que agrupa como su nombre lo dice, a vehículos con motores de cuatro cilindros desde los 1.600 a los 2.500 c.c. Se corrió desde 1990 hasta el último año en 2002.
8 Cilindros: Categoría que agrupa como su nombre lo dice, a vehículos con motores de ocho cilindros desde los 4.900 a 7.500 c.c. Se corrió desde 1990 hasta el último año en 2002.  
Lady Fun Race: Categoría en el que todas las participantes eran mujeres. Usando como único vehículo de competencia el Daihatsu Rocky de 1.600 c.c. Se corrió desde 1992 hasta su última temporada en 1996.
Buggy Run: Categoría en el que los participantes eran pilotos jóvenes y también debutantes. Usando como único vehículo de competencia el buggy Honda Pilot de 400 c.c. Se corrió desde 1993 hasta su última temporada en 1998.
Standard 4 Cilindros: Categoria que agrupaba a vehículos con motores de cuatro cilindros pero con preparación standard. Creada para pilotos aficionados o sin experiencia previa en competencias de este tipo. Las carreras consistían en que cada piloto recorría por dos vueltas al circuito y los dos mejores tiempos, pasaban a una final que se disputaba el uno contra el otro siendo el que llega en primer lugar el ganador de la fecha. Se corrió desde 1998 hasta el año 2001.
Standard 6-8 Cilindros: Categoria que agrupaba a vehículos con motores de seis y ocho cilindros pero con preparación standard. Creada para pilotos aficionados o sin experiencia previa en competencias de este tipo. Las carreras consistían en que cada piloto recorría por dos vueltas al circuito y los dos mejores tiempos, pasaban a una final que se disputaba el uno contra el otro siendo el que llega en primer lugar el ganador de la fecha. Se corrió desde 1998 hasta el año 2001.

## Campeones
Temporada 1985
| Campeonato                                  | Piloto        | Vehículo                 |
| ------------------------------------------- | ------------- | ------------------------ |
| Campeonato de Verano "Copa Philishave"      | Max Dollmann  | Toyota Land Cruiser FJ40 |
| Campeonato Otoño-Invierno "Copa Philishave" | Alvaro Ayala  | Toyota Hilux             |
| Campeonato de Primavera "Copa Akai"         | Jorge Charbin | Toyota Hilux             |
| Campeón Anual                               | Jorge Charbin | Toyota Hilux             |

Temporada 1986
| Campeonato                             | Piloto          | Vehículo     |
| -------------------------------------- | --------------- | ------------ |
| Campeonato de Verano "Copa Philishave" | Renato Dalbosco | Suzuki SJ410 |
| Campeonato Otoño-Invierno "Copa Akai"  | Fernando Solís  | Toyota Hilux |
| Campeonato de Primavera "Copa Akai"    | Jorge Latrach   | Toyota Hilux |
| Campeón Anual                          | Fernando Solis  | Toyota Hilux |

Temporada 1987 "Copa Akai"
| Categoría                 | Piloto           | Vehículo                 |
| ------------------------- | ---------------- | ------------------------ |
| Categoria Todo Competidor | Ricardo Alvarado | Toyota Land Cruiser FJ40 |
| Categoría Novatos         | Jaime Olivares   | Suzuki SJ413             |

Temporada 1988 "Copa Viceroy"
| Categoría | Piloto              | Vehículo                 |
| --------- | ------------------- | ------------------------ |
| Serie A   | Luis de la Quintana | Toyota Hilux             |
| Serie B   | Arturo Diez         | Toyota Land Cruiser FJ40 |

Temporada 1989 "Copa Viceroy"
| Categoría | Piloto       | Vehículo                 |
| --------- | ------------ | ------------------------ |
| Serie A   | Pablo O'Shea | Toyota Hilux             |
| Serie B   | Arturo Diez  | Toyota Land Cruiser FJ40 |

Categoría 4 Cilindros
| Año  | Piloto            | Vehículo           |
| ---- | ----------------- | ------------------ |
| 1990 | Lukas Godoy       | Suzuki SJ410       |
| 1991 | Alejandro Briones | Toyota Hilux       |
| 1992 | Alejandro Briones | Toyota Hilux       |
| 1993 | Carlos Marín      | Daihatsu Rocky     |
| 1994 | Carlos Marín      | Daihatsu Rocky     |
| 1995 | Carlos Cea        | Toyota Hilux       |
| 1996 | Carlos Cea        | Toyota Hilux       |
| 1997 | Carlos Cea        | Ford Ranger Splash |
| 1998 | Carlos Cea        | Ford Ranger Splash |
| 1999 | Carlos Cea        | Ford Ranger Splash |
| 2000 | Carlos Cea        | Ford Ranger Splash |
| 2001 | Claudio Uriarte   | Toyota Hilux       |
| 2002 | Claudio Uriarte   | Toyota Hilux       |

Categoría 8 Cilindros
| Año  | Piloto           | Vehículo                 |
| ---- | ---------------- | ------------------------ |
| 1990 | Arturo Diez      | Jeep Cherokee XJ         |
| 1991 | Pietro Giacchero | Toyota Land Cruiser FJ40 |
| 1992 | Cristian Diez    | Jeep Cherokee XJ         |
| 1993 | Ricardo Alvarado | Jeep Cherokee XJ         |
| 1994 | Jorge Latrach    | Toyota Hilux             |
| 1995 | Jorge Latrach    | Toyota Hilux             |
| 1996 | Jorge Latrach    | Toyota Hilux             |
| 1997 | Jorge Latrach    | Toyota Hilux             |
| 1998 | Jorge Latrach    | Toyota Hilux             |
| 1999 | Jorge Latrach    | Toyota Hilux             |
| 2000 | Jorge Latrach    | Toyota Hilux             |
| 2001 | Jorge Latrach    | Toyota Hilux             |
| 2002 | Jorge Latrach    | Toyota Hilux             |

Lady Fun Race
| Año  | Piloto            | Vehículo       |
| ---- | ----------------- | -------------- |
| 1992 | Susana Mendoza    | Daihastu Rocky |
| 1993 | María Luisa Bas   | Daihastu Rocky |
| 1994 | Marcela Vacarezza | Daihastu Rocky |
| 1995 | Macarena Miranda  | Daihastu Rocky |
| 1996 | Paola Albano      | Daihastu Rocky |

Buggy Run
| Año  | Piloto                 | Vehículo             |
| ---- | ---------------------- | -------------------- |
| 1993 | Esteban García         | Honda Pilot 400 c.c. |
| 1994 | Christian Jensen       | Honda Pilot 400 c.c. |
| 1995 | Carlos Alberto Sanchez | Honda Pilot 400 c.c. |
| 1996 | José Pablo Oñate       | Honda Pilot 400 c.c. |
| 1997 | Pablo Falcone Jr.      | Honda Pilot 400 c.c. |
| 1998 | Pablo Falcone Jr.      | Honda Pilot 400 c.c. |